# Ley de Trabajo Sexual (Uruguay)
La Ley de Trabajo Sexual (Ley 17.515) es una ley que regula las actividades y la situación del trabajo sexual en Uruguay.

## Contexto
La ley fue promulgada en 2002, a partir de una presentación del diputado del Partido Colorado Daniel García Pintos.
Distintos colectivos feministas vienen solicitando una modificaciones de la ley. Posee un único Decreto que la reglamenta, el N° 480/003, en el que se valida que mujeres transgénero que aún no habían realizado su cambio de identidad también puedan aportar a la seguridad social.

## Marco normativo
La ley creó un Registro Nacional del Trabajo Sexual, a cargo del Ministerio del Interior que cuenta con 13.300 inscriptos. Quienes ejercen el trabajo sexual deben registrarse para obtener un carnet habilitante. El carnet habilitante incluye un examen de salud obligatorio que se regula a través del Ministerio de Salud Pública. Además, quienes se encuentran en el registro no pueden ser detenidos por la policía.

## Controversias
La Organización de Trabajadoras Sexuales propone modificar varios puntos de la ley. Una de las principales críticas es que el Registro Nacional se encuentre bajo la órbita del Ministerio del Interior. 
Uno de los colectivos que reclamando por cambios en la ley es O.TRAS., creada por Karina Núñez. Para que el trabajo sexual se regule a través del Ministerio de Trabajo y Seguridad Social, permitiéndoles así tener acceso a los beneficios de la seguridad social, como jubilación.